# Кыдыров, Абзий
Абзий Кыдыров (кирг. Абзий Кыдыров; 11 августа 1931, Тюпский район, Иссык-Кульская область — 17 марта 2015, Кыргызстан) — советский киргизский поэт, член Союза писателей СССР (с 1960 года), заслуженный деятель культуры Кыргызской Республики. За заслуги в области художественной литературы стал лауреатом международной премии им. Тоголока Молдо.

## Краткая биография
Поэт Абзий Кыдыров родился в 1931 году в Тюпском районе, Иссык-Кульской области, в семье колхозника. Детство прошло в годы Великой Отечественной войны. Учился в средней школе имени Мукая Элебаева, после занятий в школе работал в колхозе. В 1950 году Кыдыров окончил школу, потом он работал в Кочинской семилетней школе, затем служил в Советской армии.
С 1952 года по август 1953 Абзий Кыдыров — заведующий избой-читальней при Корумдинском сельсовете. В дальнейшем он работал в редакции газеты «Кыргызстан пионери». Газета помогла ему хорошо изучить детскую жизнь, о которой он писал стихи. Учился в Литературном институте имени М. Горького в Москве. С 1954 по 1959 годы работал литературным сотрудником в редакции газеты «Кыргызстан пионери», с 1956 года работал в детском журнале «Жаш ленинчи», с 1965 по 1976 годы являлся заведующим отделом в редакции журнала «Жаш ленинчи», а с 1976 года — ответственным секретарём детского журнала «Байчечекей».
Умер 17 марта 2015 года в Бишкеке.

## Творчество
Творческая деятельность Абзия Кыдырова была начата рано. Когда он ещё учился в школе, в районной газете «Колхоз туусу» были помещены его первые стихи «Октябрь», «Ленин», «Партия». Позже его стихи печатались в газете «Советтик Кыргызстан». Также Абзий создавал лирические стихи.
Первый сборник стихов Кыдырова, «Родина-мать», вышел в 1956 году в Киргизском государственном издательстве. В 1958 году в Киргизском государственном издательстве учебно-педагогической литературы был выпущен сборник стихов Абзия «Подарок». В 1961 вышла книга Кыдырова «Герой мальчик Карабай», где в занимательной форме перед детьми ставились интересные и серьёзные вопросы. В 1962 вышел сборник стихов «Кадыбай и Адыбай».
Абзий Кыдыров также работал юмористом-сатириком, переводчиком и песенником. Около ста его стихотворений были переложены на музыку. Им были написаны тексты таких песен, как «Сайрагуль», «Таалайбек», «Чекмурат», «Той ыры», «Тоолор» и другие. Перевёл на киргизский язык произведения Газматова Р., Кулуева К., Турсун-Заде М., и многих других. В 1967 году издательство «Мектеп», выпустило сборник миниатюрных юмористических рассказов под названием «Шонур».

## Награды
- Медаль «Ветеран труда»[3].
- Медаль «За доблестный труд в Великой Отечественной войне 1941—1945 гг.»[5].
- Юбилейная медаль «Тридцать лет Победы в Великой Отечественной войне 1941—1945 гг.»[1].
- Юбилейная медаль «Сорок лет Победы в Великой Отечественной войне 1941—1945 гг.»[1].
- Лауреат международной премии им. Тоголока Молдо[1].
- Две почётных грамоты Президиума Верховного Совета Киргизской ССР[3].
- Почётная грамота ЦК ВЛКСМ[3].